# 라디오서티

라디오서티가 존재하고 존재하지 않는 단순한 장면 (코넬 상자)을 둘 다 보여주고 있다. 라디오서티가 없으면 빛을 직접 받지 않은 표면은 시각적으로 자세한 부분이 부족하여 완전히 어둡게 보인다.

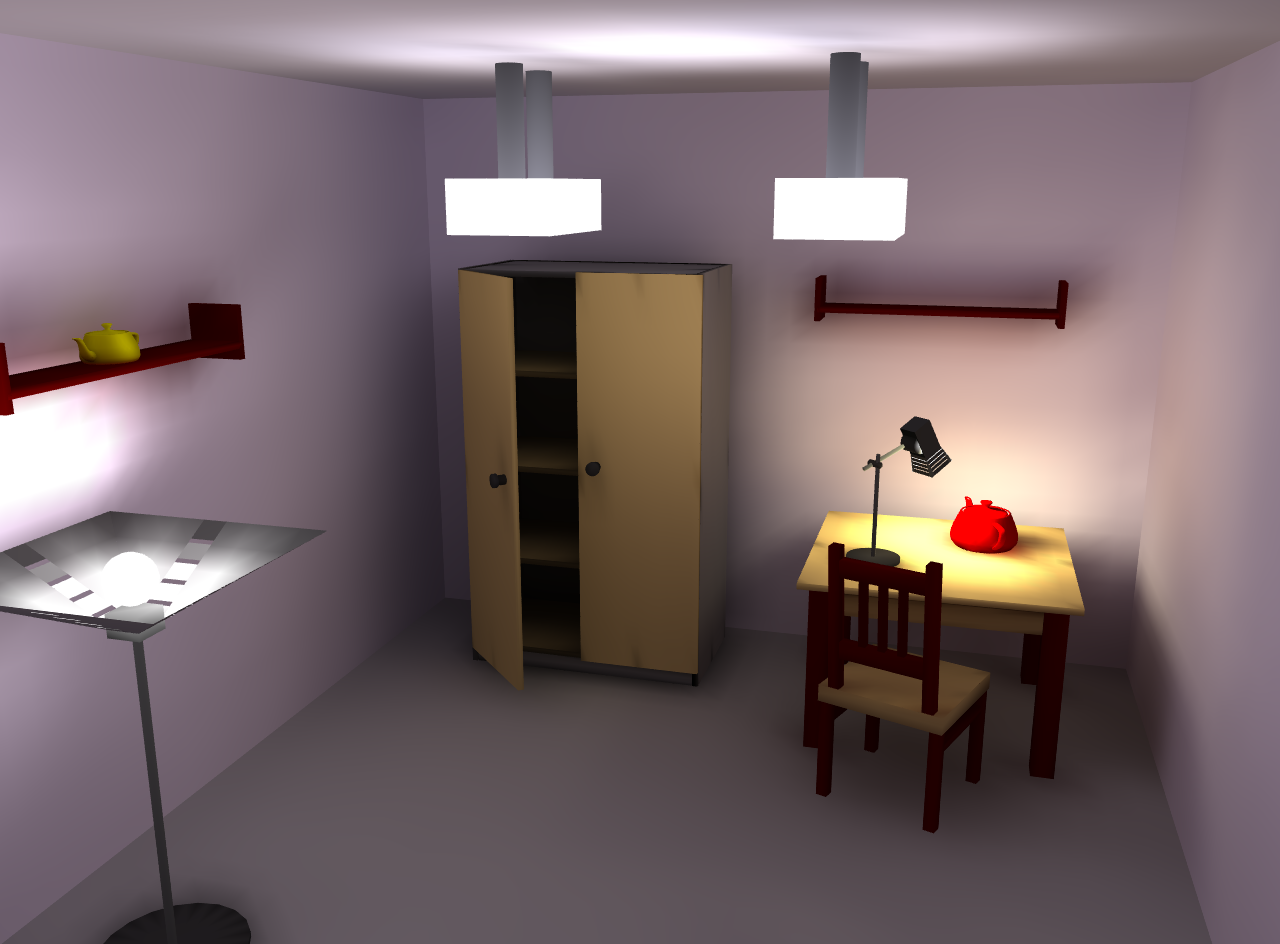
RRV로 렌더링된 화면의 스크린샷 (OpenGL 기반의 라디오서티가 적용된 모습).

라디오서티(radiosity)는 3차원 컴퓨터 그래픽스 렌더링에 쓰이는 전역 조명 알고리즘이다. 라디오서티는 순수 방산 표현을 지닌 장면의 렌더링 방정식을 해결하기 위한 유한요소법의 응용이다. 모든 종류의 빛 경로를 관리하는 경로 추적 따위의 몬테카를로 방법과 달리 일반적인 라디오서티 방식은 광원을 남기는 경로만을 관할한다. 이러한 경로를 LD*E로 표현한다.

## 같이 보기
- 광선 추적